# Famagusta (Poema Épico)
Famagusta é uma epopeia da literatura brasileira contemporânea[carece de fontes?] (Literatura do Brasil) escrita em 2016 pelo poeta José Carlos de Souza Teixeira. A obra é composta de vinte cantos, 9.328 versos decassílabos heroicos, em 1.166 oitavas com o esquema rímico fixo AB AB CC DD. Trata-se, assim, do mais longo poema épico português, uma vez que Os Lusíadas, do escritor Luís Vaz de Camões, até então a mais longa obra do gênero, possui 1.102 estrofes e 8.816 versos em oitavas decassílabas.
A narrativa de "Famagusta" se passa durante a invasão turco-otomana à ilha de Chipre, e descreve os cercos às cidades de Nicósia e Famagusta. A ação central, porém, é a longa e fictícia viagem ao subterrâneo da ilha por aventureiros, supostamente em busca de auxílio sobrenatural à guerra travada na superfície, conferindo a característica de fantasia medieval à obra.